# 주목과
주목과(朱木科, 학명: Taxaceae 탁사케아이[*])는 구과목의 과이다. 3개 속, 7~12개 종의 구과식물을 포함한다. 북반구의 온대 지역과 뉴칼레도니아에 분포한다. 경우에 따라서는 개비자나무과(Cephalotaxaceae) 식물도 주목과로 분류하기도 한다.
주목과는 관목 또는 교목으로 가지를 많이 친다. 잎은 어긋나며, 때로는 2열로 배열되어 선형, 침형, 또는 선상 피침형(끝이 뾰족하고 중간쯤부터 볼록한 모양)을 이룬다. 꽃은 암수딴그루이나 드물게 암수한그루를 이룬다. 수꽃은 공꽃(毬花) 모양으로 보통 잎겨드랑이에 1송이씩 붙고, 수술은 방패 모양으로 4~9개의 약실이 있고, 화분은 기낭이 없다. 암꽃은 잎이 붙어 있는 자리에서 나며, 작다. 밑씨는 줄기의 맨 끝이나 꼭대기에 나는데, 기부에 수 개의 포가 있다. 씨는 육질의 가종피에 싸이고, 자엽은 2개이다.

## 하위 분류
- 개비자나무속(Cephalotaxus Siebold & Zucc. ex Endl.)
- 비자나무속(Torreya Arn.)
- 주목속(Taxus L.)(모식속)
- Amentotaxus Pilg.
- Austrotaxus Compton
- Pseudotaxus W.C.Cheng

비자나무속(Torreya)과 아멘토탁수스속(Amentotaxus)도 주목과로 분류했었으나 DNA 연구 결과 이 두 속은 개비자나무속(Cephalotaxus)에 가깝다는 것이 알려져 개비자나무과로 분류된다. 하지만 학자에 따라서는 이들을 모두 주목과로 분류하기도 한다.